# Balada para Adelina
«Balada para Adelina» (en francés, «Ballade pour Adeline») es una pieza instrumental de 1977 interpretada por Richard Clayderman y compuesta por Paul de Senneville y Olivier Toussaint. Paul de Senneville la compuso como un homenaje a su hija recién nacida, Adeline. Como sencillo vendió alrededor de 22 millones de copias en más de treinta países.

## Versiones
Actualmente lleva grabadas más de 1500 piezas musicales distintas. La cantante francesa Danielle Licari grabó una versión cantada y el trompetista francés Jean-Claude Borelly grabó su versión a principios de la década de 1980, que utilizó la misma pista de acompañamiento instrumental que la grabación original. Richard Clayderman realizó un dúo de la canción con el guitarrista Francis Goya en 1999, y fue lanzado en su álbum de estudio, Together. De nuevo esta grabación usó la pista de acompañamiento original.

## Posicionamiento en listas

### Versión de Richard Clayderman
| Lista (1977-1981)                     | Posición más alta |
| ------------------------------------- | ----------------- |
| Austria (Ö3 Austria Top 40)           | 1                 |
| Alemania (Offizielle Deutsche Charts) | 6                 |
| Países Bajos (Dutch Top 40)           | 32                |
| Nueva Zelanda (Recorded Music NZ)     | 36                |
| Noruega (VG-lista)                    | 2                 |
| Suecia (Sverigetopplistan)            | 6                 |
| Suiza (Schweizer Hitparade)           | 1                 |